# Војна служба
Војна служба је служба појединца или групе у војсци или другој милицији, било као изабрана дужност (добровољац) или као резултат недобровољног позива (војни обвезник).
Неке државе (нпр. Мексико) захтијевају одређену дужину војне службе од сваког грађанина, осим у посебним случајевима, као што су физички или ментални поремећаји или вјерска увјерења. Већина држава на војну обавезу обавезује само мушкарце. Нпр. у Норвешкој, Шведској, Сјеверној Кореји, Израелу и Еритреји војни обвезници су и мушкарце и жене. Међутим, само Норвешка и Шведска имају родно неутралну војну обавезу, при којој су и мушкарце и жене војни обвезници и служе под једнаким формалним условима. Неке државе са системом војне обавезе тај систем не спроводе.
Државе са обавезном војном службом обично се ослањају и на грађане који одлуче да се придруже оружаним снагама као каријеристи.
Неке државе са оружаним снагама своје особље не приморавају на војну обавезу (нпр. већина држава чланица НАТО-а и Европске уније). Умјесто тога, промовишу војну каријеру како би привукли и одабрали регруте; види војно регрутовање.
Обично мање државе, или уопште немају оружане снаге или се ослањају на наоружане снаге безбједности (нпр. полиција, обалска стража).